# Museo della farmacia di Bressanone
Il museo della Farmacia di Bressanone (in tedesco Pharmaziemuseum Brixen) è un museo a Bressanone in Alto Adige.

## Storia e descrizione
Il museo è stato aperto nell'autunno del 2002, nei pressi del Ponte Aquila (Adlerbrücke), fuori le mura della città vescovile.
Nel museo sono esposti numerosi oggetti che sono stati adoperati nella storia, nel campo della farmacia, come i farmaci, i vasi e varie confezioni farmacologiche.
L'ideatore del progetto di questo museo è la famiglia Peer, che gestisce in città un'antica e storica farmacia.
All'interno del museo si trova anche una biblioteca specializzata, dove è possibile trovare libri degli ultimi cinque secoli, come libri di erboristeria, raccolte di ricette, manuali di fisica-chimica, trattati di medicina e classificazioni di botanica.